# تاسندة (دهشال)
تاسندة (بالفارسية: تاسنده) هي قرية تقع في إيران في قسم دهشال الريفي. يقدر عدد سكانها بـ 109 نسمة بحسب إحصاء 2016.